# Garde bourgeoise de Bruxelles
La garde bourgeoise de Bruxelles est créée le 27 août 1830, à l'aube de la Révolution belge, après le début de l'insurrection de 1830 dans les Pays-Bas méridionaux quand le peuple saccage la ville de Bruxelles et ses alentours au cours de violentes émeutes qui commencent le 25 août. Les autorités de la ville et tout particulièrement la schutterij, étant dépassées, la bourgeoisie décide de s'armer de le lendemain et de s'organiser elle-même en une unité de maintien de l'ordre public afin de contenir la révolte populaire et de faire revenir le calme, comme ce fut le cas dans bon nombre d'autres grandes villes de la future Belgique.
Désarmée par le peuple le 20 septembre, elle est refondée le 29 après les Quatre Jours de Bruxelles par son chef historique, Emmanuel Van der Linden d'Hooghvorst. 
remplacée par la garde civique qui unifie l’ensemble des gardes bourgeoises du pays, peu après l'indépendance de la Belgique du Royaume uni des Pays-Bas, proclamée le 4 octobre 1830.

## Formation
Après la nuit d'émeutes et de pillages du 25 août 1830, Dès le matin du jeudi 26 août, une délégation de bourgeois se rend à l'hôtel de ville de Bruxelles, demandant au conseil de Régence l'autorisation de se joindre aux forces de l'ordre. Parmi eux l'on trouve Édouard Ducpétiaux, Joseph Vander Linden, Max Delfosse ou encore Charles Pletinckx. Les autorités accueillent favorablement leur proposition et les invitent à se rendre vers le dépôt d'armes de la garde communale, à la caserne des Annonciades, où les troupes des forces armées du Royaume uni des Pays-Bas, en garnison de Bruxelles étaient rangées en ordre de bataille dans la cour. Les bourgeois organisent alors leurs premières patrouilles et parcourent la ville. Le gouverneur de la province de Brabant, Hyacinthe van der Fosse, nomme provisoirement Charles Pletinckx commandant en second. Celui-ci s'adjoint Joseph Fleury-Duray pour l'assister. 
Deux publications sont réalisées le 27 août 1830 par le bourgmestre de la ville de Bruxelles, Louis de Wellens, afin, d'une part, d'officialiser la création de la garde bourgeoise et, d'autre part, d'informer que cette dernière est sous le commandement d'Emmanuel Van der Linden d'Hooghvorst :

« LES BOURGMESTRE ET ÉCHEVINS DE BRUXELLES,
Préviennent leurs administrés, que Monsieur le Baron Emmanuel d'Hoogvorst, vient, à l'invitation de l'Administration et des Citoyens, de prendre le commandement de la Garde Bourgeoise.
Son quartier-général est établi à l' Hôtel-de-ville.
Bruxelles, le 27 Août 1830. L. DE WELLENS. Par ordonnance : P. CUYLEN, Secrétaire. »

« LES BOURGMESTRE ET ÉCHEVINS DE BRUXELLES,
Considérant que pour maintenir l'ordre si bien établi par la Garde Bourgeoise, improvisée dans la journée d'hier, il importe que tous les bons Citoyens fassent partie de cette institution conservatrice, afin de multiplier les moyens de soulager ceux des Gardes Bourgeoises en activité depuis hier. 
Invitent tous les Citoyens de Bruxelles à s'armer et à se présenter chez les Capitaines de leurs sections respectives, dont les noms suivent, à se faire inscrire sur les contrôles de la Garde Bourgeoise et à prendre le signe distinctif adopté par cette Garde Bourgeoise, c'est-à-dire, à porter le N° de leur section sur le devant de leur chapeau :
Le Commandant en chef, Baron Vanderlinden-d'Hoogvorst.
Capitaine de la 1re section Van Gelder-Parys
Capitaine de la 2e section Frédéric Basse
Capitaine de la 3e section Éverard-Goffin
Capitaine de la 4e section Blaes
Capitaine de la 5e section Wagemans
Capitaine de la 6e section Meeûs
Capitaine de la 7e section Latour
Capitaine de la 8e section Michiels
Fait à l'Hôtel-de-ville de Bruxelles, le 27 Août 1830.
L. DE WELLENS. Par ordonnance. : P. CUYLEN, Secrétaire. »

## Engagements

### Aout 1830

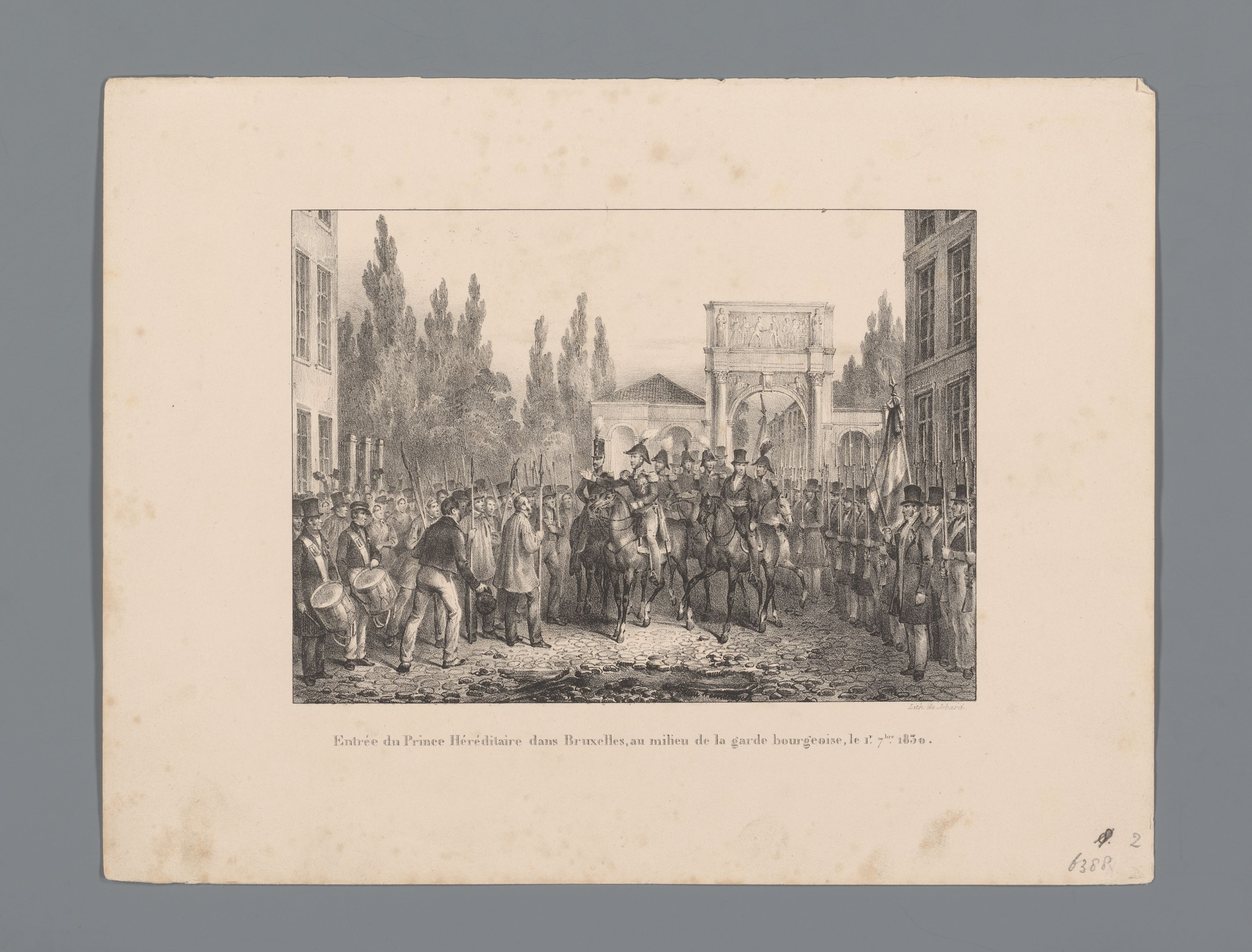
L'entrée du prince d'Orange dans Bruxelles au milieu de la garde bourgeoise, le 1er septembre 1830.

#### 26 août
Le 26 août 1830, le peuple, apprenant la prise des armes du dépôt de la garde communale par la bourgeoisie, réclame d'en s'en saisir également et se masse devant la caserne des Annonciades, menaçant la garnison. Celle-ci ouvre le feu mais ne parvient pas à empêcher la foule d'entrer et de se servir du reste des armes. La garde bourgeoise intervient et parvient à rétablir l'ordre mais ne peut empêcher le peuple de s'armer à son tour.
Lors de l'une des premières rencontres des patrouilles bourgeoises avec les émeutiers près de la cathédrale Saints-Michel-et-Gudule de Bruxelles, ceux-ci, à la surprise générale, acclamèrent les bourgeois en criant « Vivent les Bruxellois, vivent les bourgeois ! ». Ils prirent alors la décision de ne pas tirer sur le peuple, aussi longtemps qu'ils ne seraient pas attaqués.
Dans l'après-midi du 26, la garde bourgeoise se compose de 400 hommes et s'est réunie sur la Grand Place de Bruxelles afin de protéger l'hôtel de ville que le peuple voulait envahir. Pletinckx et Fleury-Duray sont alors sommés par la foule de livrer leurs armes ou de marcher avec le peuple vers le palais royal de Bruxelles, afin d'y chasser la garnison et d'en prendre possession. Les deux chefs bourgeois proposèrent alors plutôt des négociations avec la hiérarchie militaire afin de leur demander d'évacuer d'eux-mêmes, sans que la foule ne se livre à de nouveaux combats. Une publication du conseil de Régence fut rendue afin d’interdire les rassemblements et l'accès à la Grand Place. Toutefois, celle-ci n'est pas respectée et, la nuit du 26 au 27, la foule se presse massivement sur la place et la garde bourgeoise doit veiller toute la nuit pour la dissuader de pénétrer dans l’hôtel de ville. Les deux dirigeants publient la proclamation suivante à leurs chefs de sections :

« Ordre de la place adressé aux chefs des sections.
M. le gouverneur de la province ayant provisoirement confié le commandement de la garde bourgeoise aux soussignés, ceux-ci, dans l'intérêt de tous, et pour le bien-être commun, ont résolu ce qui suit:
A quatre heures du matin, les sections se rassembleront sur la place de la Régence, afin de recevoir les ordres nécessaires pour le rétablissement de l'ordre. Les chefs de poste enverront de nombreuses patrouilles dans les différents quartiers de leurs sections respectives, afin de réprimer les excès qui pourraient s'y commettre par la malveillance. Pour parvenir efficacement à ce but,les citoyens sous les armes depuis hier et qui ont besoin de repos , engageront leurs voisins qui n'ont pas encore fait partie de la garde à retirer leurs armes et à faire le service à leur tour. Tout individu trouvé armé isolément et n'appartenant à aucune des sections sera désarmé à l'instant ; ses armes seront déposées au corps de garde de la patrouille qui s'en sera emparée ou remises à quelques bourgeois connus. Des postes seront établis aux endroits jugés nécessaires par les chefs de section, et surtout aux portes de la ville, afin d'en interdire l'entrée aux factieux. Le poste du quartier général, établi à l'hôtel de ville, sera composé d'un peloton de douze hommes et d'un commandant de chacune des sections, que les chefs de section feront relever de douze en douze heures. Les chefs de section , après avoir reçu les rapports des divers postes et patrouilles, enverront à leur tour leurs rapports au quartier général, où tous les chefs de poste se réuniront une seconde fois à onze heures du matin, afin d'y prendre les ordres que le maintien de la tranquillité nécessitera.
Fait au quartier général de l'hôtel de ville, à Bruxelles, pendant la nuit du 26 au 27 août 1830. C. PLETINCKX, FLEURY-DURAY. »

#### 27 aout
Le vendredi 27 août, la garde bourgeoise se compose d'environ 4 000 hommes et doit faire face à de nouvelles émeutes place de Louvain et rue de la Montagne, où, vers 14 h elle menace de faire feu sur le peuple, sans avoir à y recourir.

### Septembre 1830
- 5 septembre : de grand matin, un détachement de 120 hommes de la garde bourgeoise commandé par le comte Vandermeeren se rend à Tervuren afin d'assurer, comme convenu, la défense du pavillon du prince Guillaume. Il sont arrêté par 600 lanciers et cuirassiers de l'armée, qui leur barrent la route[14]. La tension monte et, anticipant un combat, ils érigent des barricades à la lisière de la forêt tout un envoyant un contingent occuper le village d'Auderghem, tout proche.L'affrontement est évité de justesse par l'arrivée de l'aide-de-camp du prince Frédéric, demandant aux troupes de l'armée de se retirer[15].

## Composition

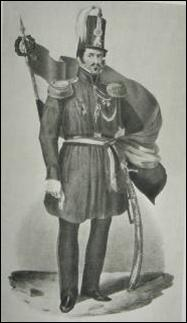
Emmanuel Van der Linden d'Hooghvorst, le chef de la garde bourgeoise de Bruxelles.

La garde bourgeoise de Bruxelles s'organise en dix sections selon les limites des 8 sections cadastrales de Bruxelles. elles sont chacune sous le commandement d'un capitaine, eux-mêmes sous la direction d'Emmanuel Van der Linden d'Hooghvorst qui la chapeaute depuis poste central, situé à l'hôtel de ville de Bruxelles. Voici la liste des capitaines :
- 1re section : M. Van Gelder-Parys
- 2e section : M. Frédéric Basse
- 3e section : M. Éverard-Goffin
- 4e section : M. Blaes
- 5e section : M. Wagemans
- 6e section : M. Ferdinand Meeûs (trésorier).
- 7e section : M. Latour,
- 8e section : M. Michiels